# 오하이오강
오하이오강은 크기에 의하여 미시시피강의 가장 큰 지류이다. 그곳은 약 1,579 km 길이이며 미국의 동쪽에 위치한다.
강은 미국 원주민의 역사에 있어 큰 중요성을 가지고 있으며 때때로 켄터키와 인디언 영토 사이 경계로서 여겨진다. 그곳은 초기 미국의 서쪽으로 확장동안 주요한 운송 루트였다. 오하이오강은 6개 주의 경계 통과하거나 따라서 흐르며 그곳의 유역은 그곳의 가장 큰 지류와 테네시강을 통과하여 많은 미국 남동쪽 주를 포함하는 14개 주를 둘러싼다. 19세기 동안, 그곳은 북서부 영토의 남쪽 경계였으며 따라서 자유주와 노예주 사이에 경계로서 구실을 한다. 그곳은 때때로 펜실베이니아와 메릴랜드로부터 델라웨어와 (당시 버지니아의 일부) 웨스트버지니아를 나눴었던 초기의 메이슨-딕슨 선의 자연스러운 서쪽 확장으로서 흔하게 인정되기 때문에 메이슨-딕슨 선으로서 언급되며 그러므로 비공식적이며 때때로 미국 북부와 미국 남부 혹은 남부 고지대 사이에 경계로 논의 된다.
오하이오강은 그곳의 물이 온대 습윤 기후와 습윤 대륙성 기후의 주변을 따라 흐르기 때문에 기후 변화 지역이며 그 때문에 양 기후 둘 다의 동물군과 식물상이 거주한다. 1781년과 1782년에 출판된 토머스 제퍼슨의〈Notes on the State of Virginia〉는 "오하이오는 지구상에서 가장 아름다운 강이다. 그곳은 흐름은 온화하며, 속은 매끈하며 바위에 의해 손상되지 않았으며 한 경우 만을 제외하고는 빠르다." 라고 언급했다.